# Wolfsberg (Obertrubach)

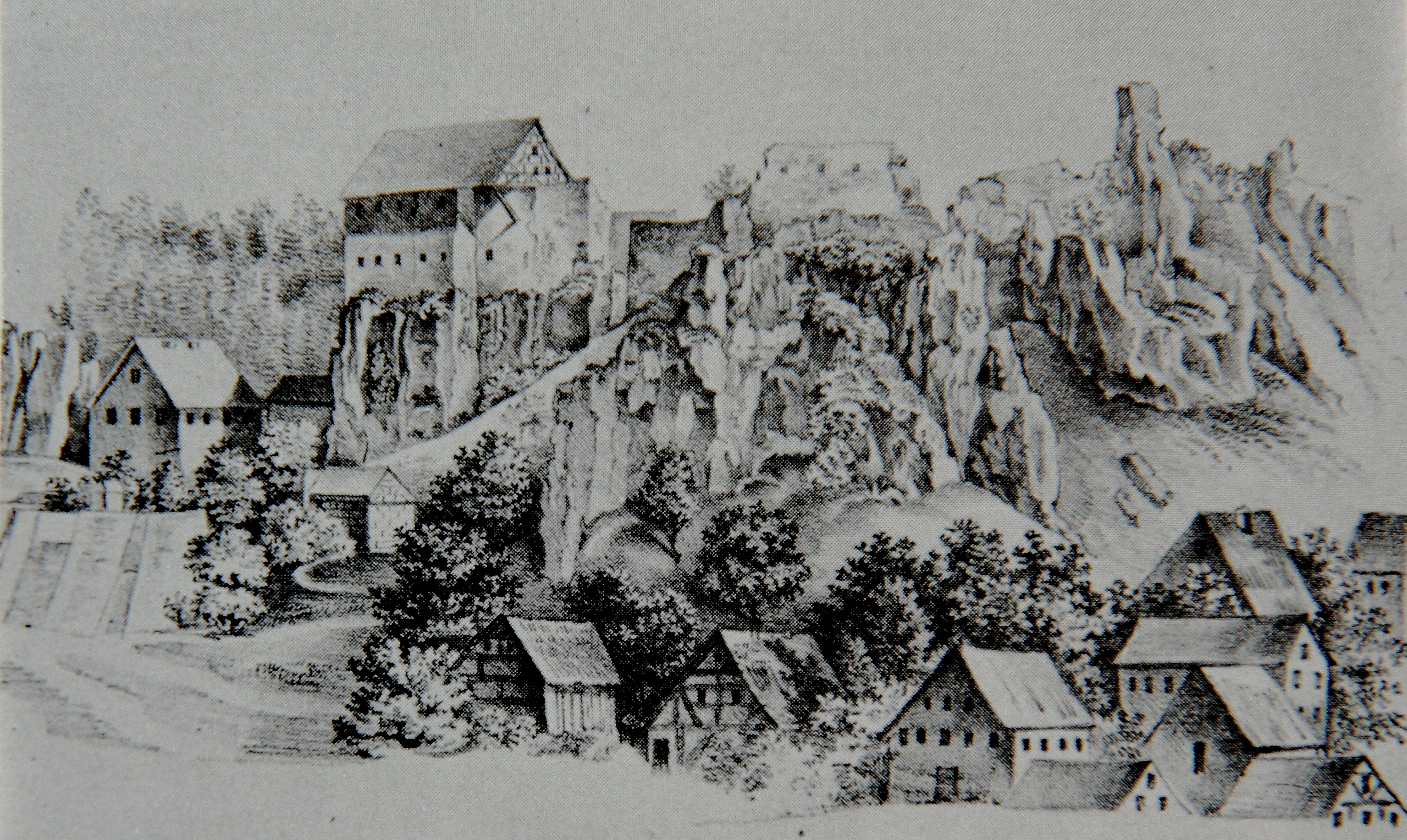
Wolfsberg im Winter 1809

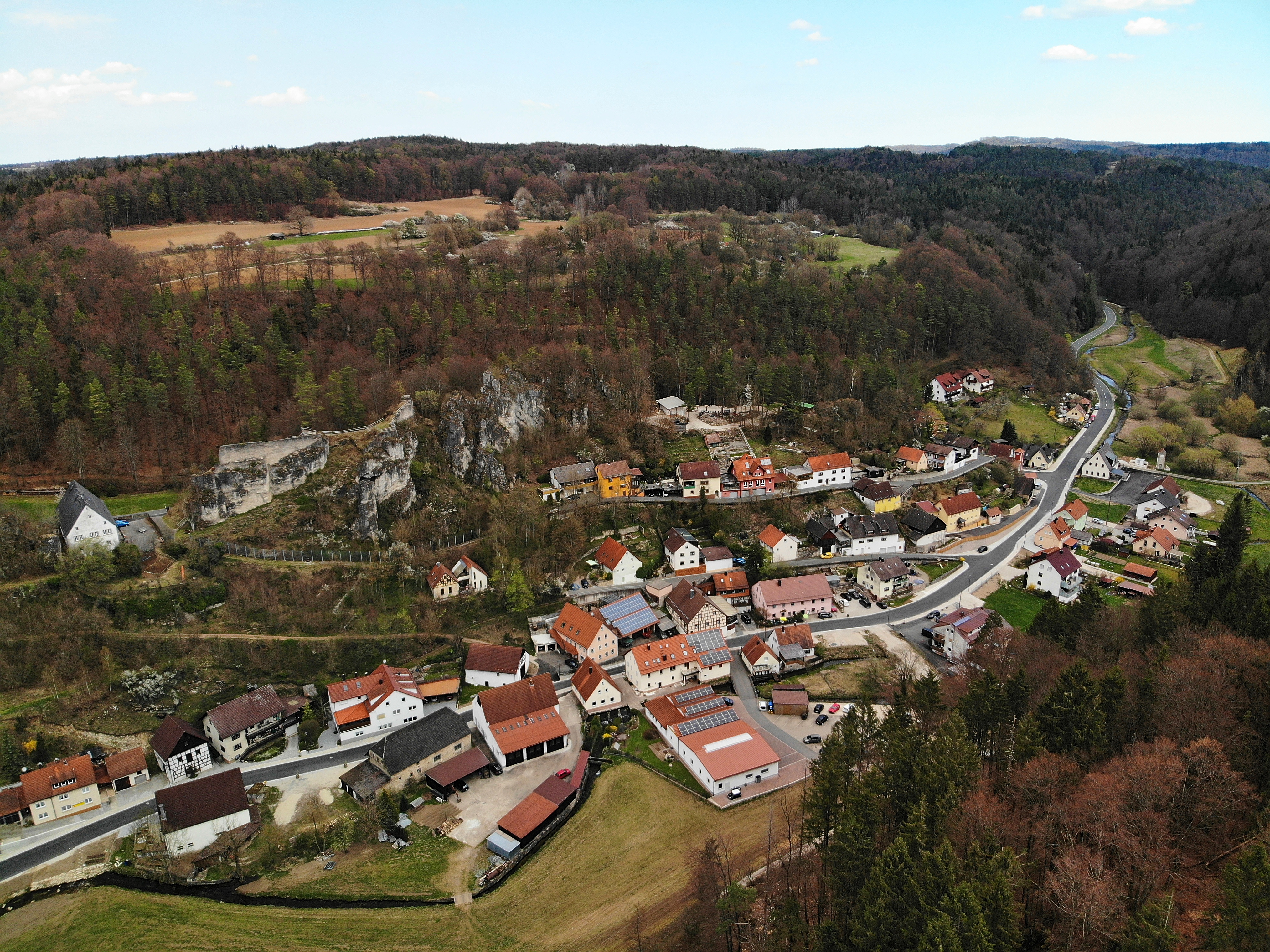
Luftaufnahme von Wolfsberg

Wolfsberg ist ein Gemeindeteil der Gemeinde Obertrubach im Landkreis Forchheim (Oberfranken, Bayern).

## Geografie
Das Dorf liegt naturräumlich in der südlichen Fränkischen Schweiz im Tal der Trubach auf einer Höhe von 390 m ü. NHN. Nördlich des Ortes steigt das Gelände steil zu dem 513 m ü. NHN hohen Hundsberg an. Südlich erstreckt sich der etwa 450 m ü. NHN hohe Dolomitfelsenzug Hochleithen, an dem sich, 200 m vom Ort entfernt, das Naturdenkmal Dohlenstein befindet.

## Geschichte
Die Gegend um Wolfsberg war bereits in der Urnenfelderzeit, der Hallstattzeit und der frühen Latènezeit besiedelt, wie Funde in nahegelegenen Höhlen und Körpergräber belegen. Erstmals urkundlich erwähnt wurde die Burgruine Wolfsberg um 1150. Sie befindet sich in exponierter Lage auf einem markanten Felssporn unmittelbar nördlich über dem Ort. Das aufwändige Bauwerk lässt auf einigen Wohlstand schließen, so dass sich der Ort bereits etliche Generationen früher entwickelt haben dürfte.
In den Bauernkriegen und im Dreißigjährigen Krieg kam es immer wieder zu Zerstörungen und Plünderungen.
Von der mittelalterlichen Bausubstanz des Ortes ist außer der Burgruine nichts erhalten geblieben. Das bayerische Urkataster zeigt in den 1810er Jahren 19 dicht im Tal gedrängte Gehöfte mit teils stattlichen Wirtschaftsflächen. Die Anwesen 15 und 18 dürften eine Mühle und ein Schmiedehammer gewesen sein, die die Wasserkraft der Trubach nutzten, wie die jeweiligen Mühlgräben und Gebäudeensemble erkennen lassen. Beide sind abgegangen, so dass an historischer Bausubstanz neben der Burgruine und den stattlichen Mauerresten ihrer hochmittelalterlichen Vorgängerbauten mit einem Felsenkeller nur noch wenige Baudenkmale erhalten sind:
- Katholische Wegkapelle St. Maria aus dem 18. Jahrhundert am östlichen Ortsausgang[3]
- Vogtshaus, später Forsthaus, heute in Privatbesitz[3]

Im Jahr 1972 schloss sich Wolfsberg im Zuge der Gebietsreform in Bayern zusammen mit seinen Gemeindeteilen Dörfles, Hundsdorf, Sorg und Untertrubach der Gemeinde Obertrubach an.
Wolfsberg ist noch überwiegend land- und forstwirtschaftlich geprägt. Seit den 1980er Jahren gewinnen der Tourismus und die Naherholung für die Metropolregion Nürnberg zunehmend an Bedeutung.

## Verkehr
Die Staatsstraße 2260 verbindet den Ort mit Obertrubach und Egloffstein. Im Westen schließt die Staatsstraße bei Pretzfeld an die Bundesstraße 470 an, im Osten an die Bundesstraße 2.
Der Öffentliche Personennahverkehr bedient Wolfsberg wochentags mit einer Buslinie von Forchheim nach Gößweinstein. Am Wochenende kann ein Anruf-Sammeltaxi angefordert werden. Von Mai bis Oktober verkehrt zusätzlich sonntags tagsüber die Freizeitlinie 229, der „Trubachtal-Express“ Gräfenberg–Gößweinstein im Zweistundentakt.